# Morgan (Utah)
Pour les articles homonymes, voir Morgan.
La ville américaine de Morgan est le siège du comté de Morgan, dans l’Utah. Elle comptait 3 687 habitants en 2010.
Morgan est née en 1868 de la fusion de North Morgan et South Morgan. Elle a été incorporée la même année.

## Source
- (en) Cet article est partiellement ou en totalité issu de l’article de Wikipédia en anglais intitulé « Morgan, Utah » (voir la liste des auteurs).